# ويليام تايلور (سياسي أمريكي)
ويليام تايلور (بالإنجليزية: William Taylor)‏ هو محامي وسياسي أمريكي، ولد في 5 أبريل 1788 في الإسكندرية في الولايات المتحدة، وتوفي في 17 يناير 1846 في واشنطن العاصمة في الولايات المتحدة. حزبياً، نشط في الحزب الديمقراطي. وقد انتخب عضو مجلس نواب الولايات المتحدة عن ولاية فرجينيا وانتخب عضو مجلس النواب الأمريكي.